# Museo Nacional de Chernóbil
El Museo Nacional de Chernóbil (en ucraniano: Український національний музей "Чорнобиль", transl.: Ukrainskiy natsional'niy muzéi Chornobil') es un museo de historia relacionado con el desastre de Chernóbil de 1986 y sus consecuencias. El edificio está situado en Kiev, Ucrania, e incluye una extensa colección de material audiovisual, modelos a escala y otros objetos con fines educativos. Otras salas están dedicadas a la pérdida tanto de la vida como de la cultura de la zona afectada antes del accidente.
Debido a la procedencia de algunos materiales, el museo ofrece a los visitantes experiencias visuales.
Anteriormente el edificio, del siglo XX, era propiedad del cuerpo de bomberos de Kiev hasta 1992, cuando la Unidad de Emergencias de Ucrania les cedió el local.
El lugar está situado en la calle Khoryva 1, barrio Podil, en el centro de Kiev, al cual se puede acceder a través de la línea 2 del metro en la estación Kontraktova Ploshcha.

## Libro memorial a los liquidadores
Uno de los materiales pertenecientes al museo es una base de datos en línea relacionado con los liquidadores, el material es un libro titulado Knyga Pam'yati, en el que se puede observar varios documentos como información, imágenes, y explicaciones sobre las funciones a realizar de los encargados de hacer frente a la radiación así como de los consecuentes perjuicios para la salud de estos.
El proyecto comenzó en 1997 y en 2013 tenía registrado 5.000 entradas. Cabe destacar que aunque sea la única guía disponible para el público, no es la única que existe.

## Financiación
El centro recibe la financiación y apoyo económico por parte del Gobierno Nacional y Regional. No obstante también ha recibido fondos por parte de gobiernos extranjeros como el de Japón.